# Лебедине (Хасанський район)
Лебедине (рос. Лебединое) — село в Хасанському районі Приморського краю Російської Федерації. 

## Географія
Село розташоване поблизу однойменного озера, на річці Карасик, за 6 км від її гирла. Відстань до райцентру, селища Слов'янка — 66 км, до Владивостока — 115 км. 
Адміністративно село належить до Хасанського міського поселення. 
Лебедине пов'язано автомобільною дорогою, довжиною 2 км, з трасою Роздольне-Хасан. У селі є залізнична станція на лінії Барановський-Хасан. 

## Клімат
У селі морський помірний клімат.
| Клімат села Лебедине    | Клімат села Лебедине | Клімат села Лебедине | Клімат села Лебедине | Клімат села Лебедине | Клімат села Лебедине | Клімат села Лебедине | Клімат села Лебедине | Клімат села Лебедине | Клімат села Лебедине | Клімат села Лебедине | Клімат села Лебедине | Клімат села Лебедине | Клімат села Лебедине |
| Показник                | Січ.                 | Лют.                 | Бер.                 | Квіт.                | Трав.                | Черв.                | Лип.                 | Серп.                | Вер.                 | Жовт.                | Лист.                | Груд.                | Рік                  |
| Абсолютний максимум, °C | 5,1                  | 13,2                 | 16,0                 | 26,9                 | 30,1                 | 33,2                 | 33,7                 | 33,2                 | 31,4                 | 26,0                 | 19,5                 | 8,2                  | 33,7                 |
| Середній максимум, °C   | −4,9                 | −0,7                 | 5,0                  | 12,0                 | 15,7                 | 20,2                 | 22,5                 | 25,8                 | 22,3                 | 15,6                 | 5,1                  | −3,3                 | 11,3                 |
| Середня температура, °C | −9,4                 | −5,8                 | 0,0                  | 6,5                  | 10,9                 | 15,8                 | 19,2                 | 21,7                 | 17,3                 | 10,2                 | 0,5                  | −7,4                 | 6,7                  |
| Середній мінімум, °C    | −13,5                | −10,5                | −4,6                 | 2,3                  | 7,4                  | 12,6                 | 16,9                 | 18,6                 | 12,9                 | 5,4                  | −3,6                 | −11,1                | 2,8                  |
| ----------------------- | -------------------- | -------------------- | -------------------- | -------------------- | -------------------- | -------------------- | -------------------- | -------------------- | -------------------- | -------------------- | -------------------- | -------------------- | -------------------- |

## Історія
Село засноване у 1958 році.

## Демографія
Населення села, станом на 2018 рік, — 22 особи.
| 2002 | 2005 | 2010 | 2011 | 2012 | 2013 | 2014 | 2015 | 2016 | 2017 | 2018 |
| ---- | ---- | ---- | ---- | ---- | ---- | ---- | ---- | ---- | ---- | ---- |
| ▬23  | ▼ 20 | ▲ 21 | ▲ 21 | ▼ 19 | ▬ 19 | ▲ 20 | ▲ 21 | ▬ 21 | ▲ 22 | ▬ 22 |